# Prokljansko Jezero
Prokljansko Jezero är en sjö i Kroatien.   Den ligger i länet Šibenik-Knins län, i den södra delen av landet, 220 km söder om huvudstaden Zagreb.